# Tabanus burmanensis
Tabanus burmanensis är en tvåvingeart som beskrevs av Schuurmans Stekhoven 1926. Tabanus burmanensis ingår i släktet Tabanus och familjen bromsar.
Artens utbredningsområde är Myanmar. Inga underarter finns listade i Catalogue of Life.